# Equilibri de Hardy-Weinberg

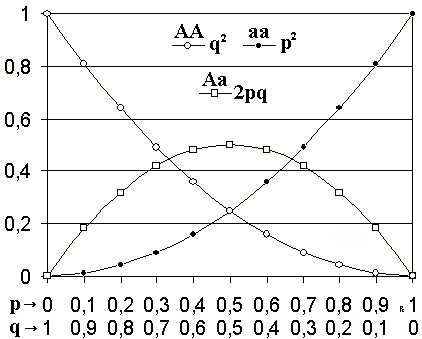
Principi Hardy-Weinberg per a dos al·lels: l'eix horitzontal mostra la dues freqüències d'al·lels p i q, l'eix vertical mostra les freqüències de genotips i els tres genotips possibles són representats per les diferents línies.

En genètica de poblacions, el principi Hardy-Weinberg manifesta que les freqüències de genotip en una població romanen constants o són en equilibri de generació en generació llevat que s'introdueixin influències pertorbadores específiques. Aquelles influències pertorbadores inclouen l'aparellament no aleatori, mutacions, selecció natural, mida de població limitada i constant en el temps, absència de deriva genètica. L'equilibri genètic és un principi bàsic de genètica de poblacions.
El principi Hardy-Weinberg és com un quadrat Punnett per a poblacions, en comptes d'individus. Un quadrat Punnett pot pronosticar la probabilitat del genotip de la descendència basant-se en el genotip dels pares o el genotip de la descendència. Es pot utilitzar per revelar el genotip dels pares. De la mateixa manera, el principi de Hardy-Weinberg es pot utilitzar per comptar la freqüència d'al·lels particulars basats en freqüència d'una malaltia recessiva autosòmica. Per exemple, un pare que manifesta una malaltia recessiva pot voler saber la probabilitat que els seus nets l'heretin tenint en compte que el seu fill és sa (per tant, portador). Per contestar a aquesta qüestió, el conseller genètic ha de saber la possibilitat que el fill es reprodueixi amb un portador de la mutació recessiva. Aquest fet pot no saber-se, però se sap freqüència de malaltia en la població. Atès que la malaltia es provocada pel genotip recessiu en homozigosi; podem utilitzar el principi Hardy-Weinberg per treballar endarrere de l'ocurrència de malaltia a la freqüència d'individus recessius heterozigot.
Aquest concepte també s'anomena de les següents formes: HWP, equilibri Hardy-Weinberg, HWE, o llei de Hardy-Weinberg. Rebé el nom de G. H. Hardy i Wilhelm Weinberg.

## Derivació
Una descripció millor, però equivalent, probabilística per l'equilibri de Hardy Weinberg és que els al·lels per a la pròxima generació per a qualsevol individu donat s'escullen de forma aleatòria i independent l'un de l'altre succés. Considereu dos al·lels, A i a, amb freqüències p i q respectivament, en la població. Les diferents maneres de formar genotips nous es poden obtenir utilitzant una quadrat Punnett o Quadrat Prout), on la fracció en cada un és igual al producte de les probabilitats de files i columnes.
|         |       | Femelles | Femelles |
| A (p)   | a (q) |          |          |
| ------- | ----- | -------- | -------- |
| Mascles | A (p) | AA (p²)  | Aa (pq)  |
| Mascles | a (q) | Aa (pq)  | aa (q²)  |

Els tres possibles genotips s'obtenen de la següent manera: 
- {\displaystyle f(\mathbf {AA} )=p^{2}\,}
- {\displaystyle f(\mathbf {Aa} )=2pq\,}
- {\displaystyle f(\mathbf {aa} )=q^{2}\,}

Aquestes freqüències s'anomenen freqüències de Hardy-Weinberg (o proporcions Hardy-Weinberg). Això s'aconsegueix en una generació i només exigeix la suposició de l'aparellament aleatori amb una mida de població infinita.
A vegades, una població es crea reunint mascles i femelles amb freqüències d'al·lels diferents. En aquest cas, la suposició d'una població única es viola fins que després de la primera generació, així la primera generació no es trobarà en equilibri de Hardy-Weinberg. Les successives generacions es trobaran en equilibri Hardy-Weinberg.

## Desviacions de l'equilibri de Hardy-Weinberg
Hi ha situacions que no són les que a'assumeixen per a poder aplicar l'equilibri de Hardy-Weinberg i això pot fer que hi hagi desviacions entre allò esperat i allò observat. L'alteració de l'equilibri pot mostrar l'estat d'evolució d'una espècie.
- Unió no aleatòria dels progenitors:
  - Estratificació: és aquella població on hi ha grups que no es reprodueixen entre si, que s'han mantingut separats.
  - Endogàmia: s'incrementa la probabilitat d'aparició de malalties per l'augment d'homozigots.
  - Unió dirigida: és quan la parella reproductora és escollida basant-se en un determinat tret genètic. Per exemple de color de pell. Un altre exemple és la freqüència amb què els malalts es casen amb afectats per la mateixa malaltia (sordesa, ceguere...)
- Selecció natural:
  - Avantatge selectiu: aquells al·lels que facin del portador un individu millor adaptat al medi seran seleccionats per sobre d'aquells que són neutres o ho desafavoreixen.
  - Selecció contra mutacions autosòmiques recessives: en trobem un exemple en la incompatibilitat materno(RH-)-fetal(RH+)que fa que a la població hi predomini l'al·lel RH-
- Deriva genètica: si la població és molt petita pot ser que l'equilibri no es mantingui en les diferents generacions. En són exemples l'efecte coll d'ampolla o l'efecte fundador (si la població que marxa d'un lloc no és elegida a l'atzar i en equilibri, la nova població no presentarà equilibri sinó que els al·lels dels fundadors seran molt més freqüents del que cabria esperar.
- Flux genètic i població

## Lligament sexual
Quan un gen A és lligat als cromosomes sexuals, el sexe heterogamètic (p. ex.: mascles de mamífers i les femelles de les aus) tenen una sola còpia del gen, anomenant-se hemizigots, mentre que el sexe homogamètic (p. ex.: femelles de mamífers i mascles en les aus) tenen dues còpies. Les freqüències genotípiques a l'equilibri són {\displaystyle p} i {\displaystyle q} pel sexe heterogamètic, però {\displaystyle p^{2}}, {\displaystyle 2pq} i {\displaystyle q^{2}} per al sexe homogamètic.
Per exemple, en humans el daltonisme és lligat al cromosoma X. En els mascles europeus aquesta característica es troba en 1 de cada 12 homes, ({\displaystyle q=0.083}), en canvi afecta una de cada 200 dones ({\displaystyle 0.005}, comparat amb {\displaystyle q^{2}=0.007}), molt prop de les proporcions de Hardy-Weinberg.
Si en una població es reuneixen mascles i femelles amb diferents freqüències al·lèliques, la freqüència d'al·lels de la població homogamètica convergeix en la següent generació a la freqüència al·lèlica dels progenitors heterogamètics, ja que cadascun rep el seu cromosoma X d'un individu heterogamètic. La població convergeix a l'equilibri més ràpidament que en caràcters autosòmics.

## Generalitzacions
La següent derivació simple pot ser generalitzada per a més de dos al·lels i en poliploidia.

### Generalitzacions per més de dos al·lels
Considereu un al·lel addicional amb freqüència, {\displaystyle r}. Els en el cas de dos al·lels és l'expansió binomial de {\displaystyle (p+q)^{2}} i alheshores en el cas de tres al·lels l'expansió del trinomi {\displaystyle (p+q+r)^{2}}.
{\displaystyle (p+q+r)^{2}=p^{2}+r^{2}+q^{2}+2pq+2pr+2qr}
De manera general es poden considerar els al·lels A1, ... Ai determinats per les freqüències al·lèliques {\displaystyle p_{1}} a {\displaystyle p_{i}};
{\displaystyle (p_{1}+\cdots +p_{i})^{2}}
obtenint per a tots els homozigots:
{\displaystyle f(A_{i}A_{i})=p_{i}^{2}}
i per tots els heterozigots:
{\displaystyle f(A_{i}A_{j})=2p_{i}p_{j}}

### Generalitzacions per a poliploidies
El principi Hardy-Weinberg també es pot generalitzar a sistemes poliploides, és a dir, per a organismes que tenen més de dues còpies de cada cromosoma. Consideri una altra vegada només dos al·lels. El cas diploide és l'expansió binomial de: 
{\displaystyle (p+q)^{2}}
i per això el cas poliploide és l'expansió polinòmica de:
{\displaystyle (p+q)^{c}}
on c és la ploidia, per exemple per a tetraploides (c = 4):
| Genotip                                                          | Freqüència                  |
| ---------------------------------------------------------------- | --------------------------- |
| {\displaystyle \mathbf {A} \mathbf {A} \mathbf {A} \mathbf {A} } | {\displaystyle p^{4}}       |
| {\displaystyle \mathbf {A} \mathbf {A} \mathbf {A} \mathbf {a} } | {\displaystyle 4p^{3}q}     |
| {\displaystyle \mathbf {A} \mathbf {A} \mathbf {a} \mathbf {a} } | {\displaystyle 6p^{2}q^{2}} |
| {\displaystyle \mathbf {A} \mathbf {a} \mathbf {a} \mathbf {a} } | {\displaystyle 4pq^{3}}     |
| {\displaystyle \mathbf {a} \mathbf {a} \mathbf {a} \mathbf {a} } | {\displaystyle q^{4}}       |

Depenent de si l'organisme és un "veritable" tetraploide o un amfidiploide determinarà quant temps portarà que la població arribi a equilibri Hardy-Weinberg.

### Generalització completa
La fórmula totalment expandida com a multinomi de {\displaystyle (p_{1}+\cdots +p_{n})^{c}}:
{\displaystyle (p_{1}+\cdots +p_{n})^{n}=\sum _{k_{1},\ldots ,k_{n}\,:\,k_{1}+\cdots +k_{n}=n}{n \choose k_{1},\ldots ,k_{n}}p_{1}^{k_{1}}\cdots p_{n}^{k_{n}}}

## Aplicacions
El principi de Hardy-Weinberg es pot aplicar de dues maneres, o bé se suposa la població es troba en proporció de Hardy-Weinberg, en les que les freqüències dels genotip es poden mesurar o bé si les freqüències de genotip dels tres genotips se saben, es pot provar si estan desviades de la proporció d'una forma estadísticament significativa.

### Aplicació a casos de dominància completa
Si se suposa que els fenotips AA i Aa són indistingibles, p. ex. si hi ha dominància completa. Suposant que el principi de Hardy-Weinberg s'aplica a la població, llavors {\displaystyle q} encara es pot comptar des de f(aa): 
{\displaystyle q={\sqrt {f(aa)}}}
i {\displaystyle p} es pot comptar des de {\displaystyle q}. I així un pressupost de f(AA) i f(Aa) obtingut de {\displaystyle p^{2}} i {\displaystyle 2pq} respectivament. Fixeu-vos tanmateix, que aquesta població no es pot provar per l'equilibri usant proves de significació perquè s'assumeix a priori.

## Tests de significació per a la desviació
La desviació de testatge del principi de Hardy-Weinberg (PHW) es realitza generalment utilitzant la prova de khi quadrat de Pearson, utilitzant les freqüències de genotip observades obtingudes de les dades i les freqüències de genotip esperades obtingudes utilitzant el PHW. Per a sistemes on hi ha un gran nombre d'al·lels, això pot ocasionar dades amb molts genotips possibles buits i recomptes de genotip baixos, perquè sovint no hi ha prou individus presents a la mostra per representar adequadament totes les classes de genotip. Si el cas és aquest, llavors la suposició asimptòtica de la distribució khi quadrat, ja no tindrà sentit, i pot ser necessari utilitzar una forma|formulari del test exacte de Fisher, que exigeix la resolució emprant ordinadors. Recentment s'han proposat un cert nombre de mètodes MCMC per provar les desviacions del PHW.

## Història
La genètica mendeliana fou redescoberta el 1900. Tot i això, romania una mica controvertit durant uns quants anys com no se sabia llavors com podria provocar característiques de variació contínua. Udny Yule (1902) parlava en contra del mendelisme perquè pensava que els al·lels dominants augmentarien en la població. L'americà William E. Castle (1903) postulà que sense selecció, les freqüències de genotip romandrien estables. Karl Pearson (1903) trobà la posició d'equilibri a un amb valors de p = q = 0,5. Reginald Punnett, incapaç de contrarestar el punt de Yule, presentà el problema a G. H. Hardy, un matemàtic britànic, amb qui jugava a criquet. Hardy era un matemàtic pur i tenia menystenia la matemàtica aplicada; el seu punt de vista matemàtic sobre passa al seu article de 1908 on descriu això com a "molt simple": 
A l'Editor de Science: Em reca immisquir-me en una discussió pel que fa a qüestions de la qual no tinc cap mena de coneixements experts i m'hauria d'haver esperat el punt molt simple que desitjo familiaritzar als biòlegs. Tanmateix, alguns comentaris del sr. Udny Yule, a qui el Sr. R. C. Punnett han cridat la meva atenció, suggerir que encara pot ser valor que fa... 
Suposi que Aa siguin un parell de caràcters mendelians, sent A dominant, i allò en qualsevol generació donada el nombre de dominants purs (AA), heterozigots (Aa) i recessius purs (aa) són com P:2Q:R. Finalment, suposi que els nombres siguin bastant grans, de manera que l'aparellament es pugui veure com fortuït, que els sexes es distribueixen uniformement entre les tres varietats i que tots són igualment fèrtils. Una mica de matemàtiques del tipus de taula de multiplicació són prou per mostrar que en la pròxima generació els nombres seran com (p+q)²:2(p+q)(q+r):(q+r)² o com p1:2q1:r1.
La qüestió interessant és - en quines circumstàncies aquesta distribució serà la mateixa que en la generació anterior? És fàcil de veure que la condició per això sigui q² = p×r. I des de q1² = p1r1, per qualsevol valor de P, Q i R; la distribució continuarà en qualsevol cas inalterat després de la segona generació. 
El principi es coneixia com la llei de Hardy al món de parla anglesa fins a Curt Stern (1943) assenyalà que s'havia formulat independentment anteriorment el 1908 pel metge alemany Wilhelm Weinberg (vegeu, Corb 1999). Altres han intentat associar el nom de Willian E. Castel amb la llei a causa del seu treball del 1903, però rarament s'anomena Llei de Hardy-Weinberg-Castle.

## Representació grafica
És possible representar la distribució de freqüències genotipiques per a un locus bial·lèlic dins d'una població que gràficament utilitza un diagrama de de Finetti. Usant un dibuix (també anomenat trilineal, triaxial o ternari) per representar la distribució de les tres freqüències de genotip l'un amb relació a l'altre. Encara que difereix de molts altres tals gràfics en què la direcció d'un dels eixos s'ha invertit.
La línia curvilínia en el diagrama citat és la paràbola Hardy-Weinberg i representa l'estat on els al·lels són en l'equilibri Hardy-Weinberg.
És possible representar els efectes de selecció natural i el seu efecte sobre la freqüència al·lèlica sobre aquestes gràfiques (p. ex. Ineichen & Batschelet 1975).
El diagrama De Finetti fou desenvolupat i s'usa de forma àmplia per A.W.F. Edwards en el seu llibre Foundations of Mathematical Genetics.